# 칼데라

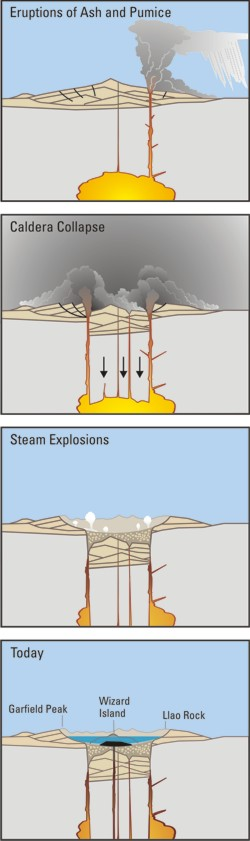
마자마 산 (크레이터 레이크)의 칼데라 생성)

칼데라(독일어: Caldera)는 화산성 분출에 따라 일어나는 붕락에 의해 형성된 화산 지형으로, 보통 화산 화구와 혼동되기도 하는데 서로 다른 것이다.
보통 분화구는 크기가 지름 1km 이하이지만 어떤 원인으로 인해 화구가 크게 팬 경우 그 윤곽이 원형 또는 말굽형일 때 칼데라라고 한다. 우리나라에서의 화구와 칼데라의 구별은 지름 2km를 경계로 하고 있다. 폭발 칼데라는 대형 폭렬 화구이며, 침식 칼데라는 침식 작용에 의해 화산체에 커다란 원형 웅덩이가 팬 것이다.  칼데라의 대부분은 함몰 칼데라이며, 어떤 원인으로 화구 바로 밑의 마그마굄의 마그마의 양이 급격히 감소하여 화산체가 밑에서부터 받쳐주는 지지를 잃어 화구 부근이 함몰된 것이다. 킬라우에형 칼데라는 하와이형 순상 화산에서 볼 수 있으며, 산꼭대기 바로 밑에 있는 마그마 덩어리에서 현무암질 마그마가 급격히 다른쪽으로 이동하면서 속이 비기 때문에 생긴다. 마그마의 이동은 보통 산중턱의 갈라진 틈이 벌어져서 생기는 측(側)분화가 원인이 된다. 이들은 모두 대규모 화쇄류 분출이 먼저 일어나고 그 직후에 화구 부근이 함몰하여 지름 몇 킬로미터에서 20km의 칼데라가 된 것이다. 칼데라의 바깥쪽에는 광대한 지역에 화쇄류 퇴적물이 대지를 이루어 펼쳐 있다.

## 유래
'칼데라'는 가마솥을 의미하는 라틴어 'caldaria'에서 유래된 스페인어로, 영어로는 'cauldron'이라도 표기된다. 독일의 지질학자 레오폴드 폰 부흐에 의해 처음 사용되었다.

## 특징
많은 거대한 화산들 특히 순상 성층 화산들은 정상부에 커다란 붕괴의 흔적이 존재한다. 이것을 칼데라라고 하는데 대체로 원형이고 가파른 외벽에 둘러 싸인 수천 미터 이상의 지름을 지닌 분지이다. 칼데라는 화산 분출후에 마그마챔버의 부분적인 공동으로 인해 생긴다.
마그마 챔버는 마그마가 급속 분출될 때 생긴 빈공간을 말하며 이빈공간의 지탱이되지 않는 윗부분이 하중에 의해 서서히 가라앉아 함몰이 발생한다. 계속되는 분출은 이 균열대를 따라 발생한다. 오리건(Oregon)주의 화구호 '칼데라 레이크'는 6600년 전 마자마 산(Mazama)의 폭발형 분출로 지름이 8km정도의 원형 칼데라가 호수가 되었다. '칼데라 레이크 국립공원'으로 지정되었다.

## 전해오는 이야기
화산성(火山性)의 화구상요지(火口狀凹地)로서, 지름이 약 2 km보다 큰 것이다. 칼데라란 포르투갈어 caldeira에 기원하는데 이는 솥이나 냄비의 뜻이다. 보통의 (폭발)화구는 지름이 2 km를 넘지 않아 칼데라는 일반적으로 폭발 이외의 성인(成因)을 맞고 있다고 여긴다.
한편, 지름 2 km 이하의 화구상 요지에서도 폭발에 의하지 않고 함몰(陷沒)로 형성되는 것도 있다. 칼데라의 외형은 대개 원형(圓形)인 것이 일반적인데, 중심 및 반지름을 달리하는 여러 개의 원이 복합하여 하나의 대형윤곽(大型輪郭) 칼데라를 이루었다고 생각되는 것도 많다.
대형의 칼데라에서도 지름은 보통 수십 km 이내, 비고(比高) 1,000 m 이하의 급애(急厓, 칼데라벽)로 둘러싸여 있어, 완만한 외측 사면과는 대조적이다. 칼데라의 형태, 규모, 구조 등의 특색은 각기 성인과 밀접한 관계가 있으며, 성인에 따라 함몰칼데라(collapsec.), 폭발칼데라(explosionc.), 침식칼데라(erosionc.) 등으로 나뉜다.
특히 함몰칼데라는 칼데라의 거의 대부분을 차지하고, 또 대형의 것도 포함하므로 지학현상으로서 가장 중요시 된다. 암질, 분화, 양식, 지질구조 등의 차이에서 킬라우에아(Kilauea)형 칼데라, 크라카토아(Krakatau(oa))형 칼데라, 화산 구조성 함몰지 등으로 세분된다. 한편, 폭발칼데라 및 침식칼데라는 그 보기가 드물고 규모도 작은 것으로 알려져 있다.

## 같이 보기
- 화구
- 오름
- 하논 분화구

## 칼데라의 예
- 백두산 천지
- 나리분지

## 참고 문헌
- 「지형학」, 구조지형학, 김주환 저, 동국대학교출판부(2009년, 68~71p)